# 楠本イネ
楠本 イネ（くすもと いね、文政10年5月6日（1827年5月31日）- 明治36年（1903年）8月26日）は、日本の医師。現在の長崎県長崎市出身。
フィリップ・フランツ・フォン・シーボルトの娘。日本人女性で初めて産科医として西洋医学を学んだことで知られる。“オランダおいね”の異名で呼ばれた。

## 生涯

### 幕末

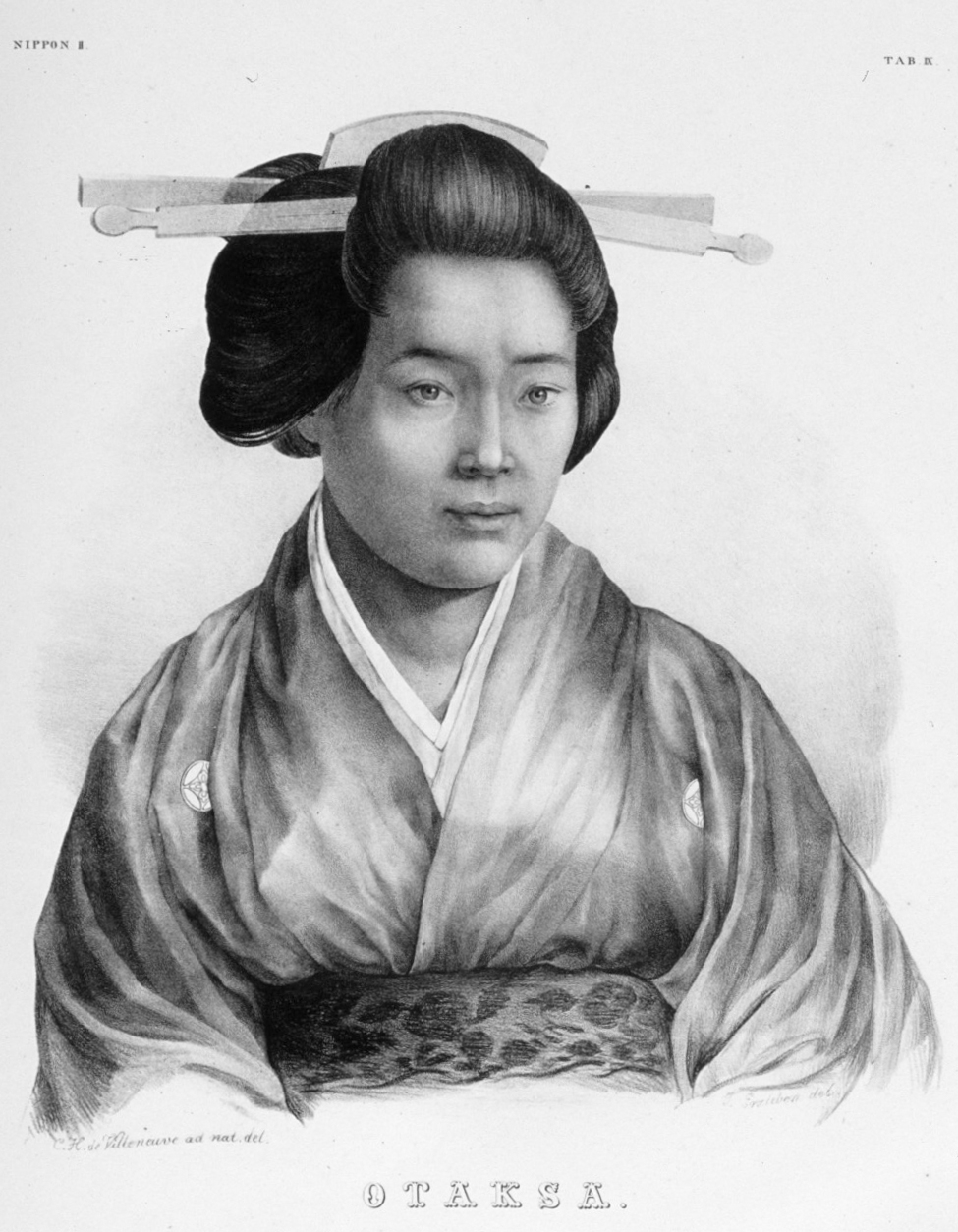
母の瀧（お滝）

1827年（文政10年）、ドイツ人医師であるフィリップ・フランツ・フォン・シーボルトと、長崎の商家俵屋の娘、瀧（1807年 - 1869年）の間に生まれる。
瀧はシーボルトと結婚し、イネを出産。イネの出生地は長崎市銅座町で、シーボルト国外追放まで出島で居を持ち、当時の出島の家族団欒の様子が川原慶賀の絵画に残っている。ところが、父シーボルトは1828年（文政11年）間宮林蔵に送った書簡が幕府に届けられたことにより、同様にシーボルトとの書簡のやり取りをする幕府要人などの取り調べが始まり、結果国禁となる日本地図、葵の紋の入った衣服等、国外持ち出しが発覚し（シーボルト事件）、イネが2歳のときに国外追放となった。
イネは、シーボルト門下で卯之町（現在の西予市宇和町）の町医者二宮敬作から医学の基礎を学び、石井宗謙から産科を学び、村田蔵六（のちの大村益次郎）からはオランダ語を学んだ。1859年（安政6年）からはヨハネス・ポンペ・ファン・メーデルフォールトから産科・病理学を学び、1862年（文久2年）からはポンペの後任であるアントニウス・ボードウィンに学んだ。後年、京都にて大村が襲撃された後にはボードウィンの治療のもと、これを看護しその最期を看取っている。1858年（安政5年）の日蘭修好通商条約によって追放処分が取り消され、1859年（安政6年）に再来日した父シーボルトと長崎で再会し、西洋医学（蘭学）を学ぶ。シーボルトは、長崎の鳴滝に住居を構えて昔の門人やイネと交流し、日本研究を続け、1861年（文久元年）には幕府に招かれ外交顧問に就き、江戸でヨーロッパの学問などの講義をしている。

### 明治
ドイツ人と日本人の間に生まれた女児として、当時では稀な混血であったので差別を受けながらも宇和島藩主・伊達宗城から厚遇された。宗城よりそれまでの「失本イネ」という名の改名を指示され、楠本伊篤（くすもと いとく）と名を改める。
1871年（明治4年）、異母弟にあたるシーボルト兄弟（兄アレクサンダー・フォン・シーボルト、弟ハインリヒ・フォン・シーボルト）の支援で東京の築地に開業したのち、福澤諭吉の口添えにより宮内省御用掛となり、金100円を下賜され明治天皇の女官葉室光子の出産に立ち会う（葉室光子は死産の後死去）など、その医学技術は高く評価された。異母弟ハインリヒとその妻岩本はなの第一子の助産も彼女が担当した（その子は夭折）。その後、1875年（明治8年）に医術開業試験制度が始まるが、女性であったイネには受験資格がなかったことと、晧台寺墓所を守るため、東京の医院を閉鎖し長崎に帰郷する。
1884年（明治17年）、医術開業試験の門戸が女性にも開かれ、すでに57歳になっていたため合格の望みは薄いと判断し、イネはこの試験を受験しなかったとする通説があるが、当該試験は新たに開業を志すものを対象とした試験であったため、町医者として豊富な経験を持つイネは受験する必要がなかったというのが実情である。この試験に合格し開業した荻野吟子が「日本初の女医」として話題になるが、あくまで国家試験に合格した女医一号であり、イネを含め野中婉、稲井静庵、松岡小鶴、榎本住、光後玉江、高場乱など多数の女性医者がすでに存在していた。62歳のとき、実の娘の楠本高子（タダ、後述）一家と同居のために長崎の産院を閉鎖し再上京、医者を完全に廃業した。
以後は弟ハインリヒの世話となり余生を送った。1903年（明治36年）、鰻と西瓜の食べあわせによる食中毒（医学的根拠はない）のため、東京の麻布で死去した。享年77。墓所は長崎市晧台寺にある。
なお、イネは生涯独身だったが、石井宗謙との間にもうけた娘・タダ(のちの 楠本高子)がいた。タダ自身の手記によれば、イネは宗謙によって船中で強姦されて妊娠した。
タダの手記は以下のとおりである。

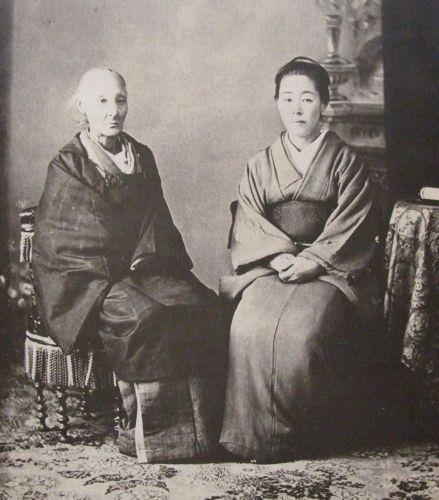
晩年のイネと娘高子

その後、宗謙は師匠のシーボルトの娘に手をつけていたとしてほかのシーボルト門下生から非難され、イネは彼のことを激しく憎んだ。彼女は未婚のまま一人出産し、生まれてきた私生児を「天がただで授けたもの」という意味をこめてタダと名付けたとされる。後年、タダも母と同じく伊達宗城により改名を指示され、「高」「高子」と名乗った。
なお、楠本高子はその美しい容貌から、のちに明治の美人写真を見ていた松本零士が『銀河鉄道999』のメーテルや『宇宙戦艦ヤマト』のスターシャのモデルにしたといわれている。なお、高子も医師に強姦されて出産しており、親子2代にわたって悲劇に見舞われた。
日本での子孫は楠本家、米山家。資料については叔父ハインリヒ・フォン・シーボルトの子孫でシーボルト研究家の関口忠志を中心に設立された日本シーボルト協会、子孫および研究者より資料を委託されたシーボルト記念館、イネの師で鳴滝塾生である二宮敬作の出身地愛媛県西予市の資料館が研究を進めている。

## 改姓改名
シーボルトが日本において「施福多」や「失以勃児杜」といった当て字を使用していたことから、イネがそこから「失」の字を拝借し、「失本」（しいもと、しもと）と名乗っていたとされ、呉秀三の『シーボルト先生　其生涯及功業』ではイネが宇和島を訪れた際に伊達宗城が失本伊篤（姓を「失本」から「楠本」に、名を伊達の一字を与えて「伊篤」に）という姓名に改めさせたと記している。しかし、『藍山公記』や三瀬諸淵がイネに宛てた書簡などでは「矢本」となっており、そもそも「失本」という名乗りはしていなかったという可能性が指摘されている。また、楠本姓や伊篤という名に関してもシーボルト記念館の館長を務めた織田毅は伊達宗城と出会う前より名乗っていたと指摘しており、イネが厚遇された伊達家への恩を強調し、先祖美化の意図をもって後に語ったのではないかとする歴史家も存在する。
吉村昭の『ふぉん・しいほるとの娘』の中で古賀十二郎はイネが「志本」「矢本」という姓、「伊篤」という名を折々名乗ったとしており、シーボルトの「Si」、「bo」を転化させた「mo」、「d」の音「to」の三音を合わせたものを姓とし、「i」と「d」の発音のままに「イト」を充てた名を使用し、矢本（あるいは志本）伊篤はどちらも父であるシーボルトから着想を得た姓名だったのではないかとしている。

## 異名

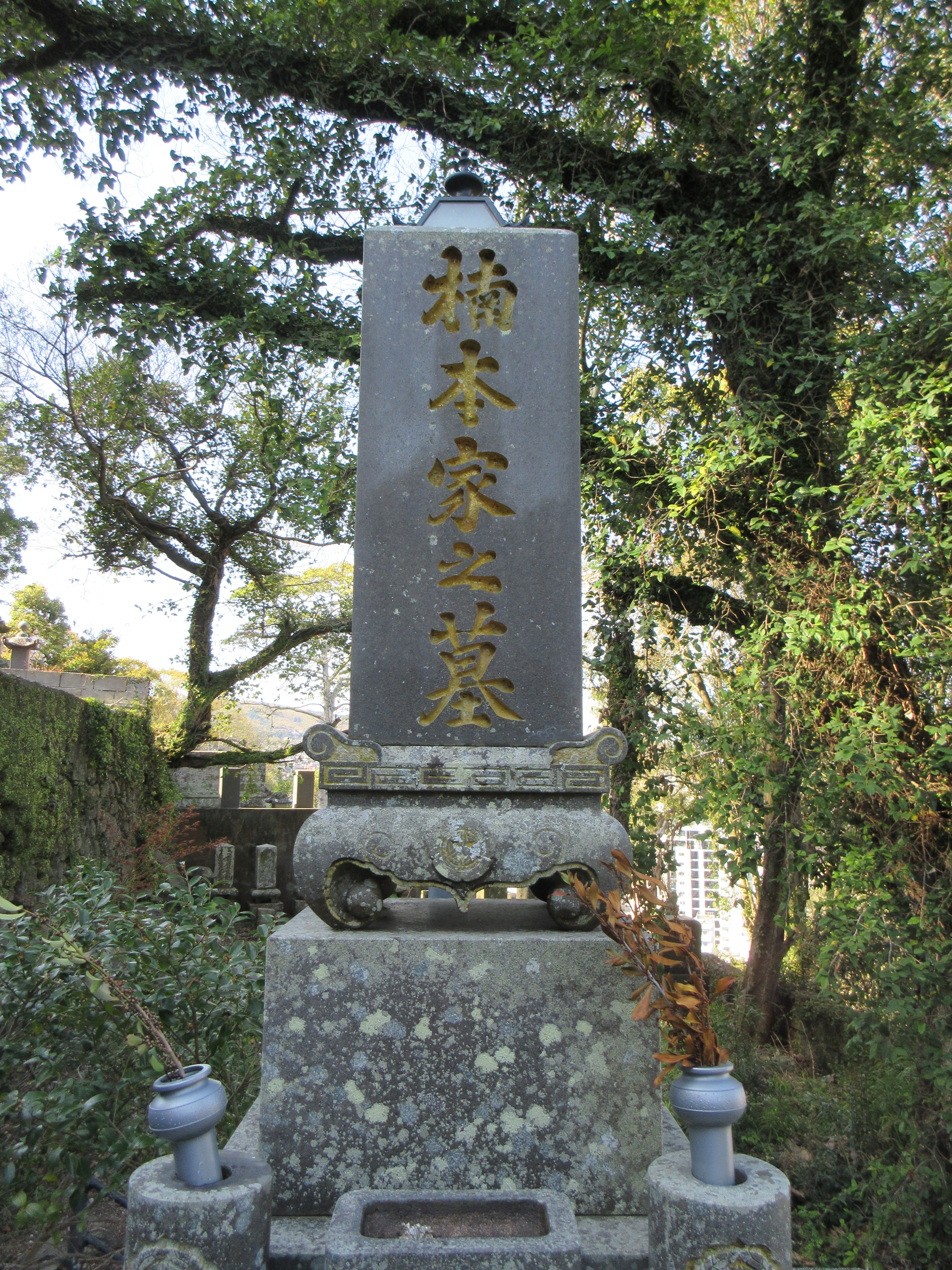
楠本イネの墓（晧台寺）

楠本イネの存命中において、「オランダおいね」という呼称が存在したことを裏付ける資料は存在しておらず、宇神幸男は1970年3月30日から9月26日までポーラテレビ小説として放送されたテレビタイトル『オランダおいね』（TBS）が初出であり、同作品の脚本を手掛けた横光晃の造語であるとしている。その後、シーボルトの玄孫にあたるクラウディア・シーボルトが来日し、シーボルトの足跡をたどったことを報じた新聞のなかで楠本イネに対して「オランダおいね」という名称が充てられるなど、異名として一般的に普及したとみられている。　

## 登場する作品
小説
- 司馬遼太郎『花神』。新潮文庫ほか、主人公大村益次郎に恋するヒロインとして描かれている
- 吉村昭『楠本いね』（短編小説『日本医家伝』収録）。新版は中公文庫、他に新潮社「自選作品集」に収録
- 吉村昭『ふぉん・しいほるとの娘』（長編小説、主人公）。新版は新潮文庫（上下）、岩波書店「歴史小説集成六」
- 宇神幸男『幕末の女医楠本イネ シーボルトの娘と家族の肖像』現代書館、2018年

漫画
- 庄野ひろ子『オランダお稲』 - ロマンコミックス 人物日本の女性史28
- ジョージ秋山『浮浪雲』
- 村上もとか『JIN-仁-』
- みなもと太郎『風雲児たち』『風雲児たち 幕末編』
- 黒沢明世 / 横内謙介、『幕末ガール〜ドクトル☆おイネ物語〜』
- あおきてつお、シナリオ：神鷹史『こんぺいとう〜おいね診療譚』 - 『コミック乱』（リイド社）にて偏月連載（2013年 -）

テレビドラマ
- 『オランダおいね』（ポーラテレビ小説 TBS、1970年、演：丘みつ子）
- 『花神』（大河ドラマ NHK、1977年、演：浅丘ルリ子）
- 『奇兵隊』（日本テレビ年末時代劇スペシャル、1989年、演：セーラ（セーラ・ロウエル）
- 『おいね 父の名はシーボルト』（NHK、2000年、市川森一脚本、演：宮沢りえ）

ミュージカル
- 『幕末ガール』（2012年、脚本・演出・作詞／横内謙介、演：五十嵐可絵）
- 『オランダおイネあじさい物語』（2017年、RSK山陽放送開局60周年記念市民ミュージカル、演：小松千絵）
- 『シーボルト父子伝〜蒼い目のサムライ〜』（2020年、脚本・作詞／鳳恵弥、演出木村ひさし、作曲パッパラー河合）
- 『シーボルト父子伝〜蒼い目のサムライ〜』再演（2021年、脚本・作詞／鳳恵弥総監修木村ひさし、演出中野敦之、作曲パッパラー河合）

## 関連文献
- 呉秀三『シーボルト先生 その生涯及び功業』（再版）吐鳳堂書店、1926年10月4日。NDLJP:1020882。
  - 呉秀三『シーボルト先生 その生涯及び功業』 第1巻、岩生成一 解説、平凡社〈東洋文庫 103〉、1967年11月。ISBN 4-582-80103-X。
  - 呉秀三『シーボルト先生 その生涯及び功業』 第2巻、岩生成一 解説、平凡社〈東洋文庫 115〉、1968年5月。ISBN 4-582-80115-3。
  - 呉秀三『シーボルト先生 その生涯及び功業』 第3巻、平凡社〈東洋文庫 117〉、1968年6月。ISBN 4-582-80117-X。